# Deathgame
Deathgame, DG, är ett svenskt rollspelsliknande spel som vanligen pågår under sex enmånadersperioder varje år, med en månads "paus" mellan varje period. Tävlingen pågår dygnet runt varje dag under omgången och går ut på att deltagarna ska söka upp andra medlemmar och "döda" varandra med diverse vardagliga föremål (bland annat frukt och grönsaker), som får agera vapen i spelet. På webbplatsen finns det nu över 5 000 registrerade medlemmar (alla deltar dock inte varje omgång).
Deathgame pågår i hela Sverige samtidigt och styrs ifrån en webbplats där man som deltagare kan hitta de andra deltagarnas namn, hemstad, ålder och telefonnummer. Varje deltagare har även lagt upp en bild på sig själv där de håller i valfritt "vapen". Hitta de andra deltagarnas boplats får man själv göra, ett vanligt tillvägagångssätt är att leta upp sitt tilltänkta offer i telefonkatalog och/eller på internet för att sedan ta sig till dennes bostad och utkämpa en strid med något av de vapen som finns att välja emellan. Eftersom spelet pågår hela tiden så är det inget tvång att "döda" andra spelare där de bor, utan man kan döda folk var de än är. Därför bär de flesta seriösa spelare med sig vapen och skydd var de än går under omgången. För utomstående kan det se en aning suspekt ut att till exempel se folk gå omkring med flytväst mitt i stan, och kanske ännu värre att se två personer plötsligt börja fäktas med purjolökar, men det är det som är en stor del av tjusningen med spelet. Dock finns det vissa frizoner där man inte kan "döda" personer, till exempel skolor, arbetsplatser och heliga byggnader. 
När man "dödat" en person så registreras mordet på webbplatsen där de övriga deltagarna kan läsa om det spännande som inträffat och "mördaren" få en "kill" (poäng av att döda). Den som har flest kills efter en omgång vinner. Det finns även ett klansystem där personer i landet kan samarbeta för att få ära till klanen; olika "mordvapen" ger olika mycket i ära. Klanen med mest ära efter en omgång vinner. Det finns även olika medaljer för den som har dödat flest inom varje län, samt medaljer för spelare som har använt samma vapen ett flertal gånger under omgången.
Deathgame startades 2003 samt drivs av  Sverok-föreningen Drakontia. Den bildades 1998 och blev medlem i Sverok 1999. De arrangerar även lajv av olika slag, bland annat fantasylajv, vampyrlajv och nutidslajv samt vanligt rollspel.
Sommaren 2009 hade Deathgame en paus för att uppgradera hemsidan och spelet. Under 2017 kördes enstaka omgångar via Facebook, och under 2018 lanserades den uppdaterade hemsidan. 

## Historia
Sensommaren 2003 satt det ett antal personer på en gräsmatta i centrala Örebro och pratade. En av dem, Yvonne Undin (då Pettersson), kom då ihåg något hon hört om ett spel som gick ut på att iscensätta mord på de olika deltagarna. Hon funderade vidare och tänkte ha ett sådant spel i sin bekantskapskrets.
Då hon tillsammans med några vänner funderat ut närmare regler och lagt upp webbplatsen, så insåg hon att det fanns ett större intresse. Deathgame öppnades för allmänheten. Den första omgången i Deathgame hade endast ett sjuttiotal deltagare, den andra lite mer än hundra. Den tredje fick dock över femhundra deltagare.
Under en kortare period kostade det några kronor att vara med i Deathgame, men i september 2006 blev Deathgame helt gratis och har varit det sedan dess.

## Vapen
För att undvika missförstånd så används följande föremål som vapen (vad vapnet ska likna står inom parentes):
- Ananas (Spikklubba)

- Banan (pistol)
- Morot (kniv)
- Purjolök (svärd)
- Äpple (handgranat)
- Kolarem (strypsnöre)
- Lök (gasbomb)
- Kvävningskudde, att väcka någon med en kudde när den sover
- Väckarklocka/Äggklocka (tidsinställd bomb)
- Kamera (prickskyttegevär)
- Glitter i ett brev (mjältbrand)
- Kudde (kassaskåp)
- "Telefon-trakasserier", ringa till "offrets" mobiltelefon och säga "Kod Brandgul" tvingar ut deltagaren ur huset inom en minut (mordbrand)
- Tygapa (mördarapa)
- Knäckebröd (trampmina)
- Klapp på axeln (misshandel)
- Fingervirkad orm (orm)
- Gurka (kulsprutepistol)
- Utomstående (ninja)